# Осадное положение в Москве

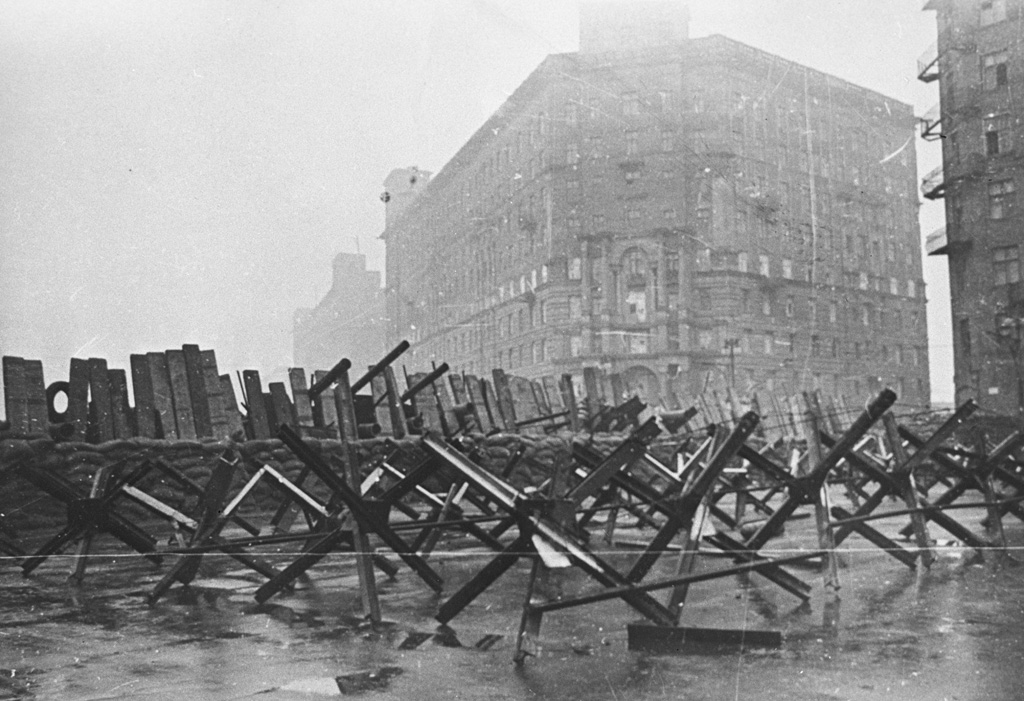
Баррикады на улицах Москвы.

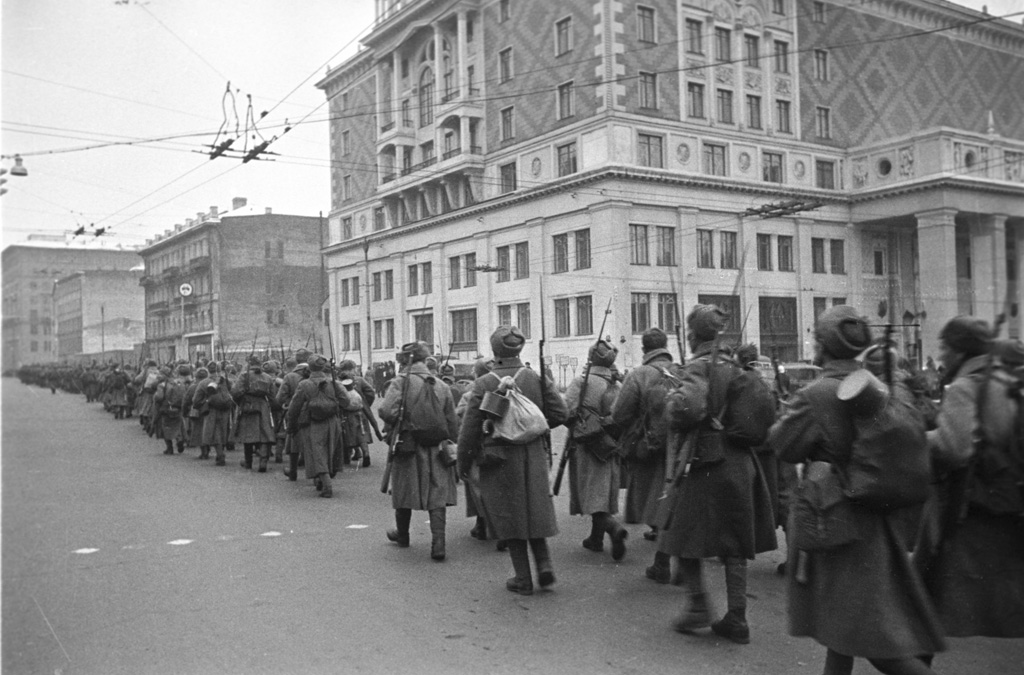
Москва, войска идут на фронт (Триумфальная площадь), 1 ноября 1941 года.

Оса́дное положе́ние в Москве́ было введено постановлением Государственного комитета обороны «О введении в Москве и прилегающих к городу районах осадного положения» № 813 от 19 октября 1941 года. На следующий день осадное положение начало действовать не только в столице, но и в прилегающих районах, не захваченных противником.
Осадное положение было введено в связи с приближением фронта к Москве с целью укрепить оборону столицы, тыл обороняющих Москву войск и пресечь подрывную деятельность диверсантов и агентуры неприятеля. Для охраны порядка отводились войска внутренней охраны НКВД, милиция и рабочие отряды.

## Предпосылки
К 7 октября 1941 года немецким войскам удалось окружить крупную группировку войск Западного фронта Красной армии в районе Вязьмы, а можайская линия обороны была на грани прорыва.
Узнав о критическом положении Красной армии на оборонительных линиях на подступах к Москве и стремительном продвижением к ней противника, многие жители столицы предались панике. Многие направились к железнодорожным станциям, чтобы покинуть город. На улицах начались также грабежи, пожары и беспорядки.
Для парализации работы тыла Красной армии (снабжение вооружением, боеприпасами, горючим, продовольствием и обеспечение пополнением) были задействованы основные силы и средства разведывательного аппарата Германии. Наиболее опытные оперативные диверсионные группы направлялись в Москву для совершения диверсионных актов на заводах, фабриках и иных важных объектах, а также для подрыва мостов и срыва предполагаемой эвакуации промышленных предприятий и населения. Кроме прочего, немецкой агентурой должны были проводиться подрывы и создание обстановки неразберихи и хаоса с целью посеять панику, вызвать беспорядки и дезорганизовать оборону Москвы. С этой целью также направлялись самолёты с антисоветскими листовками, как в саму Москву, так и в подмосковные пункты.

## Положение
Постановление предусматривало суровое наказание за нарушение режима, подобные случаи должен был рассматривать суд военного трибунала, а подстрекателям, шпионам и тем, кто работая на врага, провоцировал к нарушению порядка, грозил расстрел на месте.
Оборона Москвы в пределе 100—120 км к западу возлагалась на войска Западного фронта под командованием генерала армии Г. К. Жукова. Защита самой Москвы была возложена на войска Московского гарнизона под началом генерал-лейтенанта П. А. Артемьева. Военным комендантом Москвы был назначен генерал-майор К. Р. Синилов, имевший большой опыт по противодействию шпионам и диверсантам, которых перебрасывала японская разведка на территорию СССР на Дальнем Востоке.
На войска НКВД Московского гарнизона, усиленного в начале октября сформированной 2-й мотострелковой дивизией особого назначения, возлагалась задача охраны в столице общественного порядка, а 22 октября им была поставлена задача в случае прорыва неприятеля вести с ним бои в черте города. Рубеж обороны Москвы был разделён на три полосы. Их границы проходили по Окружной железной дороге, Садовому и Бульварному кольцу.
Был введён комендантский час, запрещавший любое передвижение по улицам с 12 часов ночи до 5 часов утра, кроме транспорта и лиц, имеющих спецпропуска от коменданта города.
Для повышения функциональной готовности противопожарной службы в Москве были созданы военизированные пожарные отряды, кроме того, на фабриках и заводах на общественных началах было создано 12 736 пожарных команд, куда записались более 200 тысяч добровольцев. В воздухе оборону Москвы обеспечивала непосредственно авиация: московская авиационная дивизия, наземная артиллерия (зенитные полки и т. д.), а также специальные аэростатные полки.
По городу расставлялись железные противотанковые «ежи» и надолбы. Улицы и въезды в столицу были загорожены баррикадами. Первую возвели возле Крымского моста, вторую — на Зубовской, поперёк Садового кольца, третью — на Смоленской.
В возведении укреплений приняли участие несколько сот тысяч москвичей.
Выполняя задание правительства, рабочие и работницы, колхозники и колхозницы и интеллигенция г. Москвы и Московской области построили в короткий срок 2 линии обороны вокруг г. Москвы. На линиях обороны трудящимися г. Москвы и Московской области построено: противотанковых рвов — 361 км, эскарпов — 336 км, надолб — 105 км, пушечных дотов — 571 шт., пулемётных дотов и дзотов — 3755 шт., проволочных заграждений — 611 км. В лесах Московской области вокруг города Москвы устроены лесные завалы протяжением 1528 км.

— Из докладной записки Сталину А. С. Щербакова, П. С. Тарасова и В. П. Пронина
7 января 1942 года осадное положение было отменено.

## Первоисточники
- Газета «Правда», от 20 октября 1941 года.
- Архивные документы: РЦХИДНИ, ф. 644, оп. 1, д. 12, л. 167—168.